# Landkreis Günzburg
Landkreis Günzburg hører til det bayerske Regierungsbezirk Schwaben. 
Landkreisen blev oprettet i 1972 af den indtil da kreisfri by Günzburg,  Landkreisen Günzburg og Krumbach.

## Geografi
Nabokreise er mod nord Landkreis Dillingen an der Donau, mod øst Landkreis Augsburg, mod syd Landkreis Unterallgäu, mod vest Landkreis Neu-Ulm og i nordvest landkreisene Alb-Donau-Kreis og Heidenheim i Baden-Württemberg.
Floden Donau og dens bifloder præger landskabet i landkreisen. Donau løber gennem de nordlige dele af området , gennem byerne Günzburg og Leipheim. Der kommer adskillige bifloder fra syd, for eksempel Biber, Günz, Kammel, Mindel og Zusam. Det meste af området er dækket af skov; den østlige del af området er en del af Naturpark Augsburg-Westliche Wälder.

## Byer og kommuner
Kreisen havde 125747  indbyggere pr.  2018-12-31

| Byer - Burgau (9923) - Günzburg, administrationsby (20707) - Ichenhausen (9148) - Krumbach (Schwaben) (13293) - Leipheim (7209) - TThannhausen (6277) Købstæder (markt) - Burtenbach (3480) - Jettingen-Scheppach (7038) - Münsterhausen (1965) - Neuburg a. d. Kammel (3144) - Offingen (4231) - Waldstetten (1194) - Ziemetshausen (3079) Kommunefri område (3,26 km²) - Ebershauser-Nattenhauser Wald (2,10 km²) - Winzerwald (1,16 km²) | Kommuner - Aichen (1154) - Aletshausen (1172) - Balzhausen (1209) - Bibertal (4846) - Breitenthal (1223) - Bubesheim (1557) - Deisenhausen (1472) - Dürrlauingen (1617) - Ebershausen (606) - Ellzee (1177) - Gundremmingen (1326) - Haldenwang (1978) - Kammeltal (3310) - Kötz (3234) - Landensberg (709) - Rettenbach (1652) - Röfingen (1145) - Ursberg (3224) - Waltenhausen (731) - Wiesenbach (983) - Winterbach (734) |

Verwaltungsgemeinschafte
1. Haldenwang
(Kommunerne Dürrlauingen, Haldenwang, Landensberg, Röfingen og Winterbach)
2. Ichenhausen
(Byen Ichenhausen, Markt Waldstetten og Gemeinde Ellzee)
3. Kötz
(Kommunerne Bubesheim og Kötz)
4. Krumbach (Schwaben)
(Kommunerne Aletshausen, Breitenthal, Deisenhausen, Ebershausen, Waltenhausen og Wiesenbach)
5. Offingen
(Markt Offingen og kommunerne Gundremmingen og Rettenbach)
6. Thannhausen
(Stadt Thannhausen, Markt Münsterhausen og kommunen Balzhausen)
7. Ziemetshausen
(Markt Ziemetshausen og kommunen Aichen)